# Adoración Apolo Sánchez
Adoración Apolo Sánchez, coneguda esportivament com Dori o Dori Apolo, (Mataró, 26 d'abril de 1979) és una atleta i futbolista catalana.
S'inicià en l'atletisme, proclamant-se campiona de Catalunya i d'Espanya de llançament de javelina en categoria juvenil. També residí durant tres anys al Centre d'Alt Rendiment de Sant Cugat del Vallès. Als 26 anys s'inicià en la pràctica del futbol competint amb el Cerdanyola de Mataró. L'estiu de 2006 fitxà pel Club Esportiu Sant Gabriel, amb el qual guanya el títol de la Primera Nacional (2009-10) i aconseguí l'ascens a la Superlliga espanyola. Posteriorment, jugà al Club de Futbol Badalona i Club Esportiu Mataró.
Entre d'altres reconeixements, ha rebut el premi Consol Noguera i Seda (2024).